# Ladó (Arcàdia)
El Ladó (grec: Λάδωνας; grec antic: Λάδων) és un riu d'Arcàdia que desaigua al riu Alfeu abans d'arribar a Olímpia.
S'identificava amb la divinitat fluvial homònima, de la qual es diu que va protegir la nimfa Sírinx quan, perseguida per Pan, cercà refugi al seu riu.